# Князівство Гатт-Рівер
Князівство Гатт-Рівер - самопроголошена віртуальна держава, створена у 1969, через руйнівні квоти на пшеницю. Князівство претендувало на звання незалежної суверенної держави, засноване 21 квітня 1970 року. Воно було розпущене 3 серпня 2020 року.                           
У лютому 2017 року, у 91-річному віці, і після 45 років правління, Кеслі зрікся престолу на користь свого молодшого сина принца Грема.  Принц Леонард помер 13 лютого 2019 року.                           